# Amido resistente

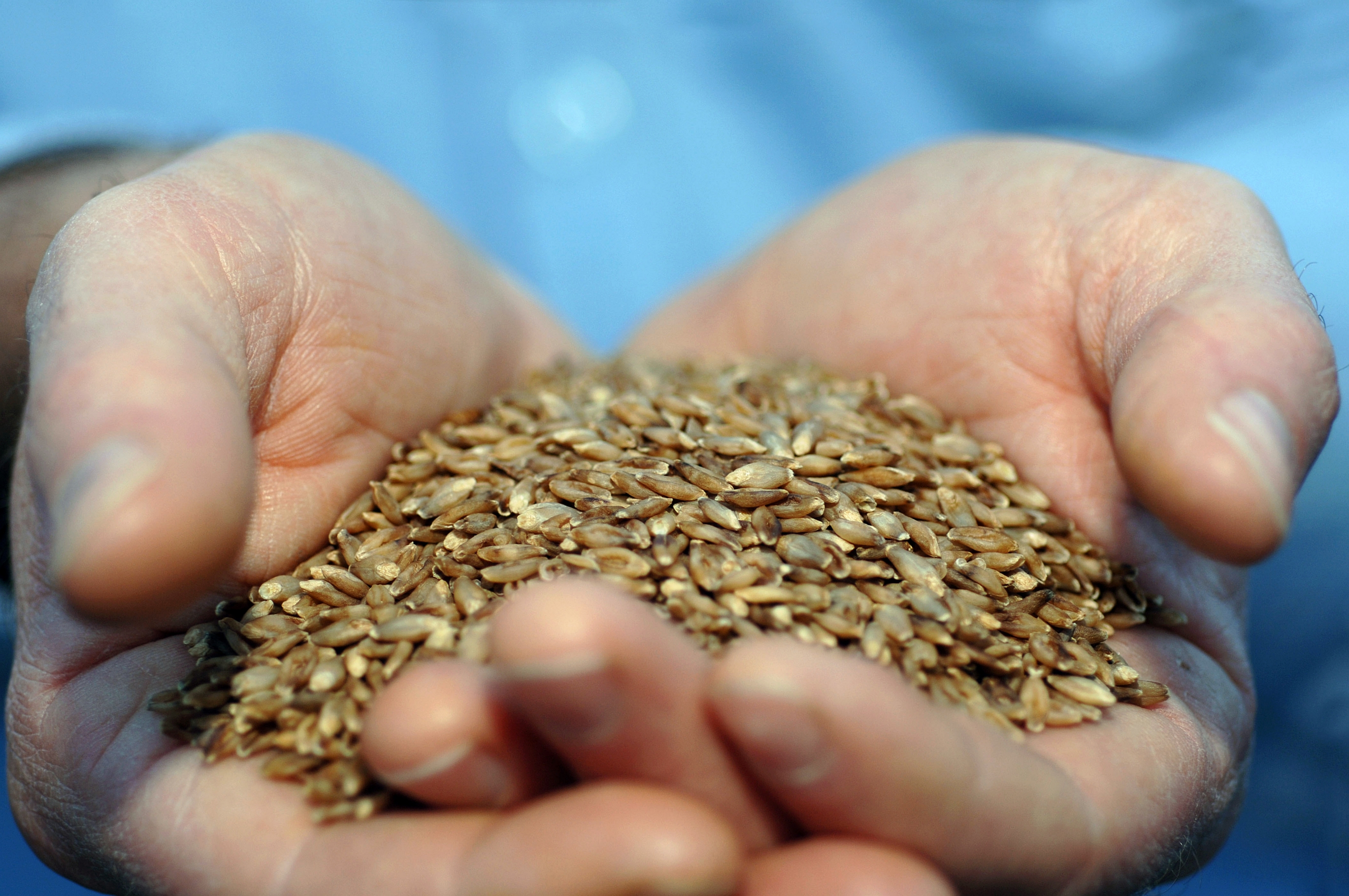
Uma cepa de cevada especialmente desenvolvida, rica em amido resistente

Amido resistente é um amido que escapa da digestão no intestino delgado de indivíduos saudáveis. O amido resistente ocorre naturalmente nos alimentos, mas também pode ser  usado como aditivo em alimentos industrializados.
Alguns tipos de amido resistente são fermentados pela microbiota do intestino grosso, conferindo benefícios à saúde humana através da produção de ácidos graxos de cadeia curta, aumento da massa bacteriana e promoção de bactérias produtoras de butirato.
O amido resistente tem efeitos fisiológicos semelhantes aos da fibra dietética,  comportando-se como um laxante suave e possivelmente causando flatulência.

## Origem e história
O conceito de amido resistente surgiu de pesquisas na década de 1970 e atualmente é considerado um dos três tipos de amido: amido digerido rapidamente, amido digerido lentamente e amido resistente, cada um dos quais pode afetar os níveis de amido resistente. glicose no sangue.
A Comissão Europeia apoiou pesquisas que levaram a uma definição de amido resistente.

## Efeitos na saúde
O amido resistente não libera glicose no intestino delgado, mas atinge o intestino grosso, onde é consumido ou fermentado pelas bactérias do cólon ( microbiota intestinal ). Diariamente, a microbiota intestinal humana encontra mais carboidratos do que qualquer outro componente da dieta. Isso inclui amido resistente, fibras de polissacarídeos não amiláceos, oligossacarídeos e açúcares simples que têm importância na saúde do cólon.
A fermentação do amido resistente produz ácidos graxos de cadeia curta, incluindo acetato, propionato e butirato e aumento da massa celular bacteriana. Os ácidos graxos de cadeia curta são produzidos no intestino grosso, onde são rapidamente absorvidos pelo cólon e, em seguida, são metabolizados nas células epiteliais do cólon, fígado ou outros tecidos. A fermentação do amido resistente produz mais butirato do que outros tipos de fibras alimentares.
Estudos mostraram que a suplementação de amido resistente foi bem tolerada. Quantidades modestas de gases como dióxido de carbono, metano e hidrogênio também são produzidas na fermentação intestinal. Uma revisão estimou que a ingestão diária aceitável de amido resistente pode chegar a 45 gramas em adultos, uma quantidade que excede a ingestão total recomendada de fibra alimentar de 25 a 38 gramas por dia. Quando o amido resistente isolado é utilizado para substituir a farinha em alimentos, a resposta glicêmica desse alimento é reduzida.
Há evidências limitadas de que o amido resistente pode melhorar a glicemia de jejum, insulina de jejum, resistência e sensibilidade à insulina, especialmente em indivíduos diabéticos, com sobrepeso ou obesos. Em 2016, o Food and Drug Administration dos EUA aprovou uma alegação afirmando que o amido resistente pode reduzir o risco de diabetes mellitus tipo 2, mas que existem evidências científicas limitadas para apoiar essa alegação."
O amido resistente pode reduzir o apetite, especialmente com doses de 25 gramas ou mais.
O amido resistente pode reduzir o colesterol de baixa densidade .
Há evidências limitadas de que o amido resistente pode melhorar os biomarcadores inflamatórios, incluindo interleucina-6, fator de necrose tumoral alfa e proteína C-reativa .